# 雛妓 (2015年電影)
《雛妓》（英語：SARA）是2015年一部香港愛情倫理電影。由邱禮濤執導，杜汶澤監製。蔡卓妍及任達華領銜主演。兩人憑該片獲選為第六屆澳門國際電影節最佳男女主角。2015年3月5日香港和澳門上映。
根據《電影檢查條例》，本片上映時列為IIB、III，而DVD則為III足本版。

## 劇情
雜誌記者何玉玲（蔡卓妍飾）花了4個月完成的官商醜聞報道，遭老總抽稿。意興闌珊的她往泰國散心，遇上雛妓Dok-My，令玉玲憶起自己過去十多年的成長經歷：曾被繼父性侵犯、離家出走，繼而遇上比她年長30年的甘浩賢（任達華飾）。玉玲願意被包養以換取學費及棲身之所，與甘浩賢展開長達8年的不道德交易，但在這買與賣之間，二人關係實際上千絲萬縷，感情如父女又如情人般撲朔迷離…

## 演員列表
| 演員               | 角色               | 角色介紹                                                                                          |
| 蔡卓妍             | 何玉玲             | Sara 雜誌記者 湯媚之女 郭華之繼女，於中學時期被其強暴 Raymond之女友 與甘浩賢有性交易              |
| 任達華             | 甘浩賢             | 教育統籌局高級教育主任→教育統籌局副秘書長→退休 甘劉淑儀之夫 與何玉玲有性交易 於電影末段因癌病離世 |
| 柳俊江             | Raymond            | 雜誌記者 何玉玲之男友                                                                             |
| Sunadcha Tadrabiab | Dok-My             | 何玉玲在泰國遇見的雛妓                                                                            |
| 孫佳君             | 湯 媚              | 曾為妓女 郭華之妻 何玉玲之母 於電影末段因病逝世                                                   |
| 何華超             | 郭 華              | 文具店老闆 湯媚第二任丈夫 何玉玲之繼父，於何玉玲中學時強暴了她                                    |
| 凌梓維             | Patrick            | 暗戀何玉玲的大學同學                                                                              |
| 林超榮             | 雜誌社總編輯       |                                                                                                   |
| 龔慈恩             | 甘劉淑儀           | 甘浩賢之妻                                                                                        |
| 徐少驊             | 大學教授           |                                                                                                   |
| 區靄玲             | 媽媽生             |                                                                                                   |
| 王貝兒             | Harrietta          |                                                                                                   |
| 羅頌欣             | 公關小姐           |                                                                                                   |
| 李麗君             | 公關小姐           |                                                                                                   |
| 曾子凌             | 公關小姐           |                                                                                                   |
| 張羽瑩             | 公關小姐           |                                                                                                   |
| 姜紫藍             | 公關小姐           |                                                                                                   |
| 何國男             | 政府高官           |                                                                                                   |
| 區偉權             | 政府高官           |                                                                                                   |
| 易德忠             | 政府高官           |                                                                                                   |
| 林榮中             | 大地產商           |                                                                                                   |
| 蘇裕邦             | 商人助手           |                                                                                                   |
| 陳景鴻             | 何玉玲弟弟（成年） |                                                                                                   |
| 邱朗傑             | 何玉玲弟弟（童年） |                                                                                                   |
| 林勵衡             | 甘浩賢兒子（童年） |                                                                                                   |
| 張進翹             | 甘浩賢兒子（成年） |                                                                                                   |
| 王靜文             | 大學同學           |                                                                                                   |
| 林子傑             | 報社同事           |                                                                                                   |
| 王宜華             | 數學老師           |                                                                                                   |
| 余達志             | 中學司儀           |                                                                                                   |
| 葛偉芳             | 中學教務處女職員   |                                                                                                   |
| 劉穎心             | 音樂學生           |                                                                                                   |
| 李珺君             | 音樂學生           |                                                                                                   |
| 鄧楚怡             | 音樂學生           |                                                                                                   |
| 孫 婷              | 音樂學生           |                                                                                                   |
| 彭凱筠             | 中學女老師         |                                                                                                   |
| 黃根鳴             | 麻甩佬             |                                                                                                   |
| 隋夢緣             | 老泥妹             |                                                                                                   |
| 丘意崎             | 老泥妹             |                                                                                                   |
| 馮海銳             | 老泥妹             |                                                                                                   |
| 蔡雅寧             | 老泥妹             |                                                                                                   |
| 楊民翠             | 老泥妹             |                                                                                                   |
| 毛萱霖             | 老泥妹             |                                                                                                   |
| 林銘耀             | 論壇主持           |                                                                                                   |
| 胡穎嫻             | 論壇台上嘉賓       |                                                                                                   |
| 唐松曦             | 論壇台下講者       |                                                                                                   |
| 黎嘉寶             | 飛 仔              |                                                                                                   |
| 黃希南             | 飛 仔              |                                                                                                   |
| 李石美儀           | 清潔婆婆           |                                                                                                   |
| 楊惠菁             | 秘 書              |                                                                                                   |

## 獎項及提名
| 獎項       | 名字   | 結果 |
| ---------- | ------ | ---- |
| 最佳男主角 | 任達華 | 獲獎 |
| 最佳女主角 | 蔡卓妍 | 獲獎 |

| 獎項         | 名字   | 結果 |
| ------------ | ------ | ---- |
| 最佳導演     | 邱禮濤 | 提名 |
| 最佳女演員   | 蔡卓妍 | 提名 |
| 推薦電影之一 |        | 獲獎 |

| 獎項       | 名字   | 結果 |
| ---------- | ------ | ---- |
| 特別表揚獎 | 蔡卓妍 | 獲獎 |

| 獎項       | 名字   | 結果 |
| ---------- | ------ | ---- |
| 最佳女主角 | 蔡卓妍 | 提名 |

## 幕後製作
- 導演：邱禮濤
- 監製：杜汶澤
- 編劇：李敏
- 攝影：陳廣鴻
- 錄音：郭志文
- 剪接：鍾煒釗
- 策劃：黎家豪
- 服裝：白詠安
- 出品人：利雅博、嚴嘉念
- 副導演：高子彬
- 配樂：麥振鴻
- 出品公司：英皇電影

## 評價
- 香港影評人舒琪．為《雛妓》留下深度評價：

「三天內看了《Sara》兩次，肯定這是2014最好的香港電影。重看時，更正了初看部分還有點保留的地方，好像結尾Sara與母親comes to terms的安排——影片重點雖然放在Sara身上，但實際說的卻是是女性如何自主命運。三代女性（母親、Sara、Dok-my）都在生命的不同階段裡出賣了自己的肉體來謀求生存（所以影片名字叫《雛妓》是對的，這裡，妓女已不單純指性工作者，而是更廣義的prostitution）。Sara最終成功地成長過來，成為一名真正獨立的女性（這中間要走過一次死亡歷程，浴火重生），從主題的表達上來說，她在Dok-my身上看見自己，並不足夠，所以她與母親的reconciliation是必須要的（值得注意的是她沒有因此而原諒強姦她的後父）。李敏的劇本很出色，時間線的顛倒運用不簡單，但卻毫不含糊而且頗多妙筆（三番四次利用尖東碼頭的場景作時間轉換來突出Sara的性格、還有時代的不同變化，已是近代香港電影十分罕見的技巧）。一些母題與隱喻不單適切，而且與情節結合得完整、有機，例如魚（Sara自喻是「魚毛」，然後在碼頭遇見了每晚垂釣、卻又把魚兒放生的甘浩賢——預示了最後甘主動切斷與Sara的關係，讓她恢復自由）、雨/水（一場大雨，造就了Sara與甘的結識、Sara後來憶起甘的逝世，傷心得躺在浴缸裡自殺，血把滿滿的一缸水染成駭人的紅色）、筆（作為書寫自身的發洩工具、並延伸為保護自己的武器、作為道德承傳與記錄真相、以至自我完成的力量）等等。如果說有美中不足的話，那就是Sara的自殺，在時序上來得稍欠說服力。
但《Sara》最動人的，仍是創作者那份尊重女性的態度（而性的場面竟拍得特別好，不論是開場Sara被強姦的震撼、Sara替甘口交來交換生活/生存的保障、還是她真正享受與甘做愛時真摯流露出來的歡愉），和指出人的成長就是要學懂怎樣克服創傷、感恩和放下自我、直面時代的主題。尤其是後者。它毫不矯情地點出了新聞工作者需要莫大的勇氣（“有行家喺出便畀人斬”、官商不獨互相勾結，還間接控制了新聞報導），人民的聲音大於一切。這些都不是點綴式的口號，而是通過人物與情節的合理鋪排而讓觀眾有所感懷的結果。第一次看的時候我已被打動了。第二次看，更是流淚了。
不得不再一次讚美蔡卓妍。與我一起觀看影片的水城老師指出了她很多細微的身體語言，都表達出不同年齡和心態的Sara，我想補充的是她還很好的運用了聲調。我衷心希望她可以憑本片贏得明年的最佳女演員獎（我十分害怕操控了票數的工業裡的人，把獎頒給演蕭紅的湯唯——湯唯也是我喜愛的女演員，但她在《黃金時代》裡因為被miscast、因為劇本與導演的張惶失措而導致不斷失衡的演出，卻是十分顯著的），雖則我覺得她的自信與成熟已不需要一般的虛妄榮譽來加以肯定。任達華的演出非常的good will與respectable，只是多了點點的痕跡。準確的Casting是本片的另一優點，從孫佳君的母親到柳俊江的（記者）男朋友再到那個大學小男生，都給了觀眾莫大的驚喜。
影片明年3月才正式公映。上面的文字代表了我一份掩不住的喜悅與感動。」

## 外部連結
- 《雛妓》的Facebook專頁
- 豆瓣电影上《雛妓》的資料 （简体中文）
- 时光网上《雛妓》的資料（简体中文）
- 香港影庫上《雛妓》的資料（繁體中文）
- 互联网电影数据库（IMDb）上《雛妓》的资料（英文）

| 台灣 衛視電影台 週六晚間9點全台首播 |
| ----------------------------------- |
| 雛妓 2015.10.31                     |